# Enric Fajarnés Ribas
Enric Fajarnés Ribas (Eivissa, 19 de setembre de 1956) és un polític eivissenc.

## Trajectòria política
Net d'Enric Fajarnés Ramón, va estudiar el batxillerat amb els lasalians de Paterna. El 1977 va fundar el Partit Socialdemòcrata de les Pitiüses (Partit Socialdemòcrata d'Eivissa i Formentera) i el 1978 ingressà a la UCD, del que en fou responsable de les joventuts a Eivissa i Formentera.
Militant d'Aliança Popular primer i Partit Popular després, fou secretari de la Presidència i Conseller d'Educació, Joventut, Esports i Cultura del Consell Insular d'Eivissa i Formentera de 1983 a 1987. Posteriorment fou alcalde de la vila d'Eivissa de 1989 a 1999 i diputat per Eivissa a les eleccions al Parlament de les Illes Balears de 1983, on fou conseller de govern del Govern Balear. Vicepresident primer i Conseller de Relacions Institucionals i Cooperació Municipal i Portaveu del Govern del Consell Insular d'Eivissa i Formentera (2003-2004) i vicepresident de l'empresa pública Fecoef. També ha estat senador electe per Eivissa-Formentera a les eleccions generals espanyoles de 2000, essent portaveu de la Comissió d'Infraestructures del Senat, i diputat per la mateixa circumscripció a les eleccions generals espanyoles de 2004 i 2008 i 2011. Ha estat portaveu adjunt de la Comissió d'Indústria, Turisme i Comerç del Congrés dels Diputats